# Camilo Viganoni
Camilo Viganoni (Colonia Elía, Entre Ríos, 10 de diciembre de 2003) es un futbolista argentino cuya posición es la de delantero. Su actual club es Talleres (RdE) de la Primera Nacional de Argentina, en el cual se encuentra cedido a préstamo de Tigre.

## Clubes
| Club                                        | País      | Año       |
| ------------------------------------------- | --------- | --------- |
| Gimnasia y Esgrima (Concepción del Uruguay) | Argentina | 2021-2022 |
| Tigre                                       | Argentina | 2023-2024 |
| Central Córdoba (Santiago del Estero)       | Argentina | 2024      |
| Talleres (RdE)                              | Argentina | 2025-Act. |